# Annie M. G. Schmidt
Anna M. G. Schmidt (Kapelle, 20 de maig de 1911 - Amsterdam, 21 de maig de 1995) va ser una escriptora neerlandesa. És considerada la mare de la cançó teatral i la reina de la literatura infantil neerlandeses, i és elogiada pel seu "deliciós idioma neerlandès," considerada una de les més grans escriptores del seu país. El 2007, un grup d'historiadors holandesos van compilar el "Cànon de la història holandesa" on van incloure Schmidt, al costat de les icones nacionals com Vincent van Gogh i Anne Frank.
Va escriure una varietat de poemes, cançons, llibres, peces de teatre, musicals, i obres dramàtiques de ràdio i de televisió, sent molt coneguda per la seva literatura infantil, per la qual rep el Premi Hans Christian Andersen el 1988.
Va ser eutanasiada l'endemà al seu 84º aniversari de naixement, i va ser sepultada en Amsterdam.
Uns dels seus llibres per a nens més coneguts són Jip i Janneke i Pluk van de Petteflet.